# Bosch (île)
Pour les articles homonymes, voir Bosh.
Bosch ( prononcé en néerlandais : [bɔs]) est une ancienne île de la Frise occidentale dans la mer des Wadden, située au large de l'actuelle Groningue aux Pays-Bas, entre les îles de Schiermonnikoog et de Rottumeroog.

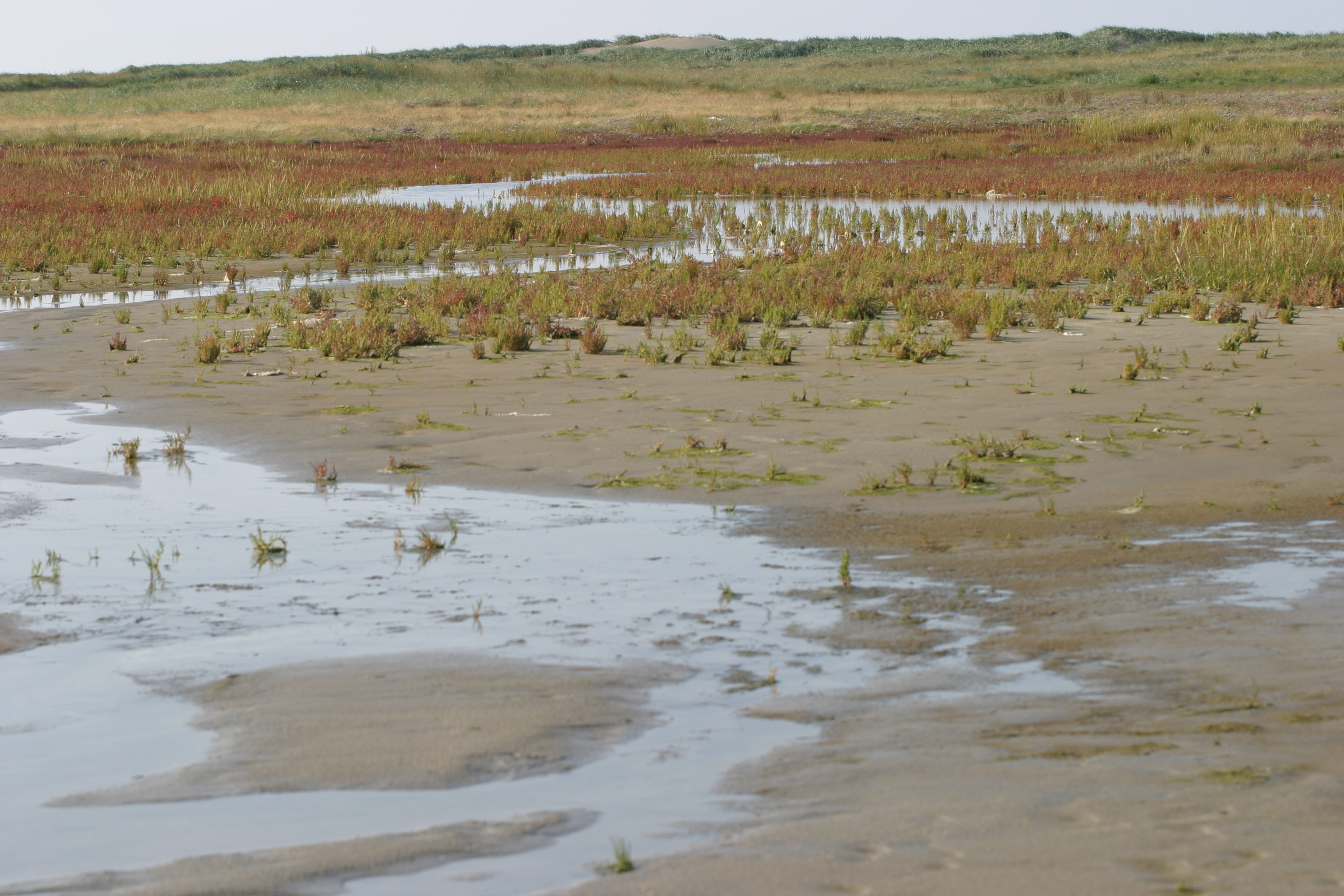
Paysage de l'île voisine de Rottumeroog

Entre 1400 et 1570, l'île Monnikenlangenoog se scinde en deux îles, Bosch et Rottumeroog. Bosch est submergée lors du raz-de-marée de Noël 1717.